# Melanocharacidium auroradiatum
Melanocharacidium auroradiatum é uma espécie de peixe caracídeo pertencente ao gênero Melanocharacidium. É endêmica ao Brasil, ocorrendo nos estados de Goiás, Mato Grosso, Pará e Tocantins. De acordo com a União Internacional para a Conservação da Natureza, seu estado de conservação é pouco preocupante.